# サン＝ジェルマン条約
サン＝ジェルマン条約またはサン＝ジェルマン＝アン＝レー条約（サン＝ジェルマンじょうやく、サン＝ジェルマン＝アン＝レーじょうやくフランス語: Traité de Saint-Germain-en-Laye、Traité de Saint-Germain、英語: Treaty of Saint-Germain-en-Laye 、Treaty of Saint-Germain、イタリア語: Trattato di Saint-Germain-en-Laye、Trattato di Saint-Germaine、ドイツ語: Vertrag von Saint-Germain）は、第一次世界大戦の後の1919年9月10日に連合国側とオーストリア（第一共和国）の間で結ばれた条約の通称。
フランス語、英語、イタリア語で作成され、フランス語版を基本の正文とする。

## 正式名称
- 正文であるフランス語の正式名称は « Traité de paix entre les Puissances alliées et associées et l’Autriche »[1]
- 英文での正式名称は “Treaty of Peace between the Allied and Associated Powers and Austria”[2]
- イタリア語での正式名称は «Trattato di pace tra le potenze alleate e associate e l’Austria»
- ドイツ語の官報公示名称は „Staatsvertrag von Saint-Germain-en-Laye“[3]
- 日本語での名称は「同盟及聯合国ト墺地利国トノ平和条約」

## 通称
この通称は締結が行われたサン＝ジェルマン＝アン＝レーのサン＝ジェルマン＝アン＝レー城にちなむ名称であるので、正確にはサン＝ジェルマン＝アン＝レー条約と呼ぶべきかもしれないが、一般にはやや省略して（日本語はもとより英語、フランス語などでも）サン＝ジェルマン条約と呼ばれる。この地で締結された条約は他にもいくつか存在している（サン＝ジェルマン＝アン＝レー条約 (曖昧さ回避) 参照）。

## 概要
オーストリア＝ハンガリー帝国は第一次世界大戦末期にはイタリア王国の攻勢と諸民族の反乱の中で内乱状態に陥り、1918年11月3日、イタリア王国との間でヴィラ・ジュスティ休戦協定を結び敗北した。オーストリア＝ハンガリー帝国はその後解体したため、新たに成立したドイツ＝オーストリア共和国とオーストリアから分かれたハンガリー王国は別々に講和することとなった。サン＝ジェルマン＝アン＝レーでの講和会議は1919年5月に始まったが、オーストリア代表団の出席は認められず、文書での提案しか認められていなかった。
この条約は、1920年7月16日に発効した。ドイツ＝オーストリア共和国はこの調印において「オーストリア共和国」の国名で調印し、国名から「ドイツ」は排除されることとなった。条約の文言でも、国際連盟理事会の承認がない限りオーストリアは独立を動かされることはないとされ、事実上ドイツとオーストリアの合邦（アンシュルス）が禁止された。
ヴェルサイユ条約と同様に第一編は国際連盟規約、第十三編は国際労働機関規約である。サン＝ジェルマン条約発効後、国際連盟はオーストリアの復興事業にかかわり、戦勝国は東欧にさらなる投資を行い開発を競った。そして1924年ごろ、これらの地域に農業恐慌が起こった。オーストリア経済は縮小してゆき、世界恐慌で危機が顕在化した。
条約はオーストリア＝ハンガリー帝国政府が存在しないことを確認し、新しいオーストリアは領有権を失った地域と、ブルガリアおよびトルコ国内、その他すべての海外における一切の権益を放棄するものと約した。この点、オーストリアはドナウ川の国際河川化を承認するとも規定した。
第一次世界大戦の賠償について、オーストリアが負担する賠償額は賠償委員会の裁定に委ねられた。これは後にヤング案で免除される。
戦時中、オーストリア国立銀行がオスマン債務管理局名義で政府紙幣第一回分の保証として寄託された正金は、条約施行後一月以内に指定官憲に引き渡すものとされた（第210条第1項）。

## 主な条約内容

### 領土に関する規定
- ボヘミア、モラヴィアのドイツ語圏地域、ならびに下オーストリアのいくつかの都市は、新たに成立したチェコスロバキアに属する。これらは後にズデーテン地方の名で呼ばれる。
- 南チロルのドイツ語圏（現在のボルツァーノ自治県）、トレンティーノ地方はイタリア王国に属する（未回収のイタリア）。
- 下シュタイアーマルクのいくつかの地区（現スロベニア領シュタイエルスカ地方）とケルンテンのミース渓谷（現スロベニア領コロシュカ地方）は、セルボ・クロアート・スロヴェーヌ王国に属する。
- フィウメ（現在のクロアチア領リエカ）は、セルボ・クロアート・スロヴェーヌ王国に属する（これを不服とするイタリアとの間で係争となり、最終的にイタリアに属することになる）。
- ハンガリー西部のいくつかの地区はブルゲンラント州の名でオーストリアに属する。
- クラーゲンフルトの帰属は住民投票によって決定する。
- ガリツィア・ロドメリア王国（ハールィチ・ヴォルィーニ大公国の故地で、1772年の第一次ポーランド分割によりオーストリア帝国が手に入れた地域）は、再建されたポーランド（ポーランド第二共和国）に併合される。
- オーストリア領シュレージエンはポーランド（チェシン・シレジア）とチェコスロバキア（チェコ領スレスコ）に分割される。
- チェコスロバキア、セルブ・クロアート・スロヴェーヌ王国（ユーゴスラビア王国）、旧ロシア帝国地域の独立を承認する。
- シュレースヴィヒの帰属について、ドイツとデンマークが行った決定を承認する。

### 領土以外の海外権益に関する規定
- オーストリア＝ハンガリー帝国の所有(駐イタリア大使館として使用)であり、戦時中にイタリアに占拠されたローマのヴェネツィア宮殿を正式に無償で譲渡する。
- エジプト王国に対するイギリスの保護権を承認し、エジプトにおける治外法権を放棄する。
- 中国内に設置されていた天津の自国民居留地の契約は解除される。

### 戦争賠償に関する規定
- イタリアおよびルーマニアに対しては現物賠償として家畜を提供する。またイタリアの君主が過去に保有していた宝飾品・美術品をイタリアに返還する。

### 軍備制限に関する規定
- チェコスロバキアはブラチスラヴァ南方のドナウ川右岸地域に防御施設を建設しない。
- ベルギー、ルクセンブルクの中立義務の解除を承認する。
- オーストリアの陸軍兵力は3万人に限定される。徴兵制度は認められない。空軍および航空隊の保有も禁止される。
- 兵器および軍事物資の輸入は禁止される。火炎放射器、毒ガスの製造・開発・研究は禁止される。戦車・装甲車・軍事用機械の製造も禁止される。
- オーストリア＝ハンガリー帝国海軍の保有艦艇はすべて連合国に引き渡される。建造中のものはすべて解体される。

### オーストリアの民族政策等に関する規定
- オーストリアは自国内の少数民族を保護する。
- 締約国はフランスのモナコに対する保護条約を承認する。
- オーストリア西部のフォアアールベルク州のスイス連邦加盟を認めない。
- 同じくオーストリア西部のチロル州のドイツ南東部のバイエルン州への併合を認めない。

## 締結国
主要連合国

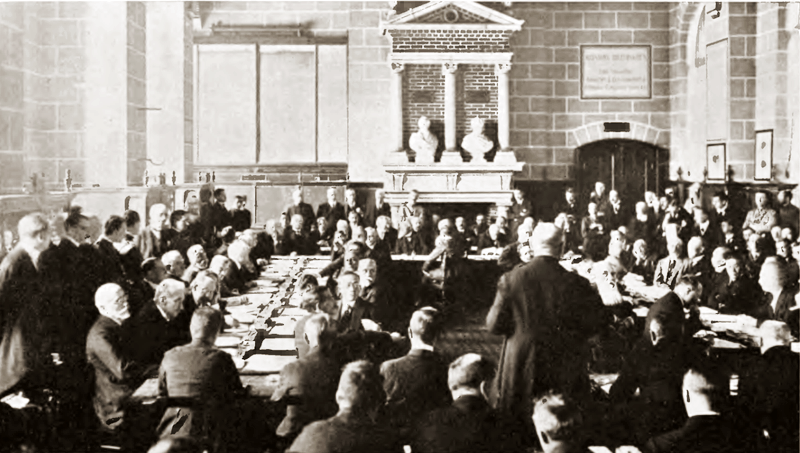
サン＝ジェルマン条約の調印式。中央付近で起立している人物はオーストリア代表カール・レンナー

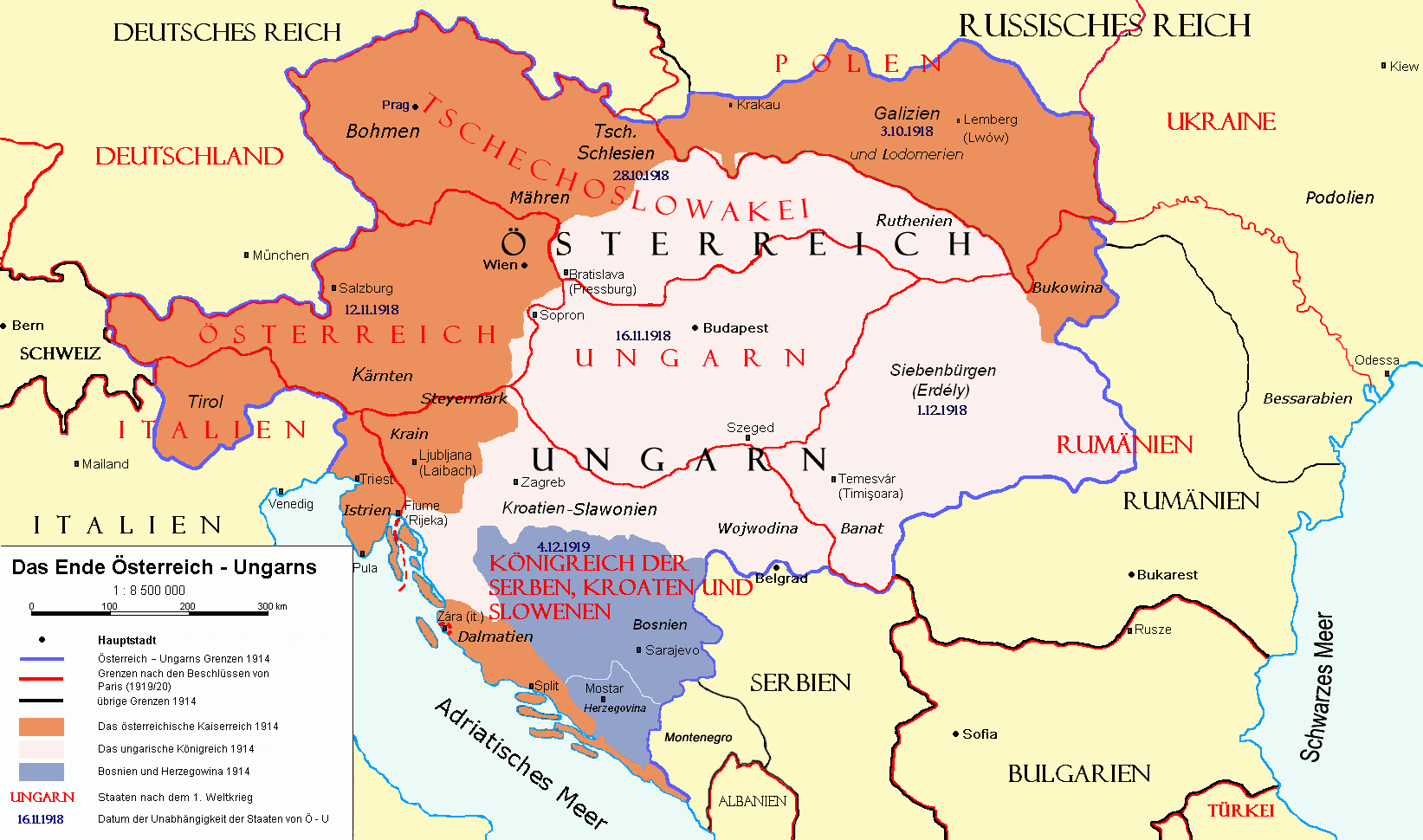
国境線の変更

前文では特に「アメリカ合衆国、イギリス帝国、フランス国、イタリア王国、日本国」を「主たる同盟及び連合国」として他の参加国より先に記述している。
- イギリス帝国
- フランス共和国
- イタリア王国
- 大日本帝国

連合国
- ベルギー
- 中華民国
- キューバ
- ギリシャ王国
- ニカラグア
- パナマ
- ポーランド
- ポルトガル
- ルーマニア王国
- ユーゴスラビア王国（セルブ・クロアート・スロヴェーン王国）
- タイ
- チェコスロバキア

イギリス帝国内の自治領(ドミニオン)
- イギリス領インド帝国
- オーストラリア
- カナダ
- ニュージーランド
- 南アフリカ連邦

中央同盟国
- オーストリア

### 調印したが、批准を行わなかった国
- アメリカ合衆国